# Super Agente 327
Super Agente 327 (Agent 327, en el original) es una serie de historietas creada por el neerlandés Martin Lodewijk en 1966 para la revista Pep. Se trata de una los personajes más famosos del cómic holandés.

## Trayectoria editorial
En 1966, Martin Lodewijk llevaba seis años dedicado a la ilustración publicitaria. Jan Kruis le aconsejó, sin embargo, que volviera al mundo de los cómics y como las historias de agentes secretos eran muy populares, decidió crear una parodia de éstas para la revista Pep. Después de varios relatos cortos, Lodewijk creó la primera aventura larga en 1968.
En España, la editorial SARPE publicó en 1984 y 1985 diversas aventuras del personaje, primero en la revista Fuera Borda y luego en Super Fuera Borda y álbumes Fuera Borda. Para esta ocasión, todas las referencias neerlandesas fueron adaptadas, de tal manera que el agente secreto 327 acabó convertido en superagente del Servicio Secreto Español, siguiendo también la moda de la serie televisiva Superagente 86. Se llamaba Enrique Panférreo en lugar de Hendrik Ijzerbroot y era de origen gallego en lugar de holandés, en oposición a la versión original.
A partir de 2016 Dolmen editorial comienza la publicación en integrales de las aventuras de este personaje incluyendo extras en cada uno de ellos. En esta ocasión se respeta su origen holandés aunque se conservan otras adaptaciones (como su nombre por ejemplo). Dolmen decide saltarse las primeras aventuras debido, en parte, a que algunas ya se habían publicado en la colección Fuera Borda y, en parte, a lo poco atractivo que podría parecerle al público español el dibujo de los álbumes primerizos.